# ライアン・ノダ
ライアン・アンソニー・ノダ（Ryan Anthony Noda, 1996年3月30日 - ）は、アメリカ合衆国イリノイ州レイク郡ボロ出身のプロ野球選手（一塁手、外野手）。左投左打。MLBのボルチモア・オリオールズ所属。

## 経歴

### プロ入りとブルージェイズ傘下時代

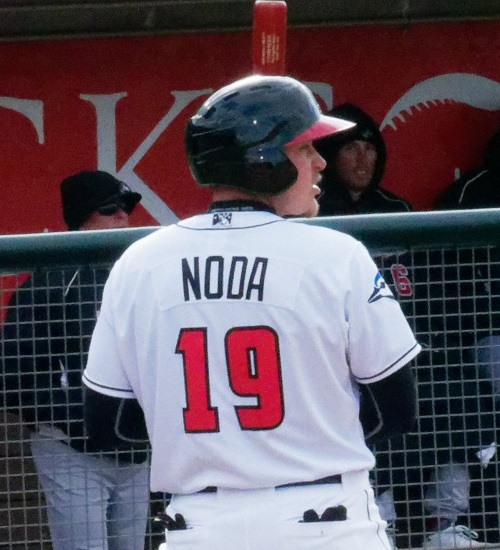
A級ランシング・ラグナッツ時代
（2018年4月7日）

2017年のMLBドラフト15巡目（全体459位）でトロント・ブルージェイズから指名されプロ入り。
2019年まで傘下のマイナーチームでプレーした。

### ドジャース傘下時代
2021年2月23日にロス・ストリップリングのトレードでの後日発表選手として、ロサンゼルス・ドジャースへ移籍した。
2022年は傘下のAAA級オクラホマシティ・ドジャースで135試合に出場して打率.259、25本塁打、90打点の成績を記録した。

### アスレチックス時代
2022年オフに行われたルール・ファイブ・ドラフトにて、オークランド・アスレチックスから指名された。

### エンゼルス時代
2024年オフの11月2日にウェイバー公示を経て、ロサンゼルス・エンゼルスに移籍した。
2025年の開幕はAAA級ソルトレイク・ビーズで迎えた。5月18日にホセ・フェルミンの復帰とハンター・ストリックランドの昇格に伴い、DFAとなった。

### レッドソックス時代
2025年5月22日に金銭トレードでボストン・レッドソックスへ移籍した。移籍後は、40人枠に入った状態でAAA級ウースター・レッドソックスに配属された。6月9日にロマン・アンソニーのメジャー昇格に伴い、DFAとなった。結局、レッドソックスではメジャーに昇格する機会は無かった。

### ホワイトソックス時代
2025年6月13日にウェイバー公示を経て、シカゴ・ホワイトソックスに移籍した。移籍後、マイナー・オプションでAAA級シャーロット・ナイツに配属された。翌14日にアクティブ・ロースター入りし、同日のテキサス・レンジャーズ戦に7番一塁手で先発出場し、3打数無安打2三振で9回に代打を送られた。

## 人物
ノダという名字は日本にも多いが、彼の名字は祖父の出身であるキューバに由来する。

## 詳細情報

### 年度別打撃成績
| 年 度    | 球 団    | 試 合 | 打 席 | 打 数 | 得 点 | 安 打 | 二 塁 打 | 三 塁 打 | 本 塁 打 | 塁 打 | 打 点 | 盗 塁 | 盗 塁 死 | 犠 打 | 犠 飛 | 四 球 | 敬 遠 | 死 球 | 三 振 | 併 殺 打 | 打 率 | 出 塁 率 | 長 打 率 | O P S |
| -------- | -------- | ----- | ----- | ----- | ----- | ----- | -------- | -------- | -------- | ----- | ----- | ----- | -------- | ----- | ----- | ----- | ----- | ----- | ----- | -------- | ----- | -------- | -------- | ----- |
| 2023     | OAK      | 128   | 495   | 406   | 63    | 93    | 22       | 1        | 16       | 165   | 54    | 3     | 1        | 0     | 2     | 77    | 1     | 10    | 170   | 4        | .229  | .364     | .406     | .770  |
| 2024     | OAK      | 36    | 111   | 95    | 8     | 13    | 4        | 0        | 1        | 20    | 4     | 0     | 0        | 1     | 0     | 14    | 0     | 1     | 37    | 0        | .137  | .255     | .211     | .466  |
| MLB：2年 | MLB：2年 | 164   | 606   | 501   | 71    | 106   | 26       | 1        | 17       | 185   | 58    | 3     | 1        | 1     | 2     | 91    | 0     | 11    | 207   | 4        | .212  | .344     | .369     | .713  |

- 2024年度シーズン終了時

### 年度別守備成績
一塁守備
| 年 度 | 球 団 | 一塁（1B） | 一塁（1B） | 一塁（1B） | 一塁（1B） | 一塁（1B） | 一塁（1B） |
| 年 度 | 球 団 | 試 合      | 刺 殺      | 補 殺      | 失 策      | 併 殺      | 守 備 率   |
| ----- | ----- | ---------- | ---------- | ---------- | ---------- | ---------- | ---------- |
| 2023  | OAK   | 119        | 728        | 47         | 7          | 78         | .991       |
| 2024  | OAK   | 30         | 177        | 18         | 2          | 24         | .990       |
| MLB   | MLB   | 149        | 905        | 65         | 9          | 102        | .991       |

外野守備
| 年 度 | 球 団 | 左翼（LF） | 左翼（LF） | 左翼（LF） | 左翼（LF） | 左翼（LF） | 左翼（LF） | 右翼（RF） | 右翼（RF） | 右翼（RF） | 右翼（RF） | 右翼（RF） | 右翼（RF） |
| 年 度 | 球 団 | 試 合      | 刺 殺      | 補 殺      | 失 策      | 併 殺      | 守 備 率   | 試 合      | 刺 殺      | 補 殺      | 失 策      | 併 殺      | 守 備 率   |
| ----- | ----- | ---------- | ---------- | ---------- | ---------- | ---------- | ---------- | ---------- | ---------- | ---------- | ---------- | ---------- | ---------- |
| 2023  | OAK   | 2          | 0          | 0          | 0          | 0          | ----       | 7          | 5          | 0          | 0          | 0          | 1.000      |
| 2024  | OAK   | -          | -          | -          | -          | -          | -          | 2          | 1          | 0          | 0          | 0          | 1.000      |
| MLB   | MLB   | 2          | 0          | 0          | 0          | 0          | ----       | 9          | 6          | 0          | 0          | 0          | 1.000      |

- 2024年度シーズン終了時

### 背番号
- 49（2023年 - 2025年途中）
- 29（2025年6月14日 - ）